# Рамос, Касио
Ка́сио Робе́рто Ра́мос (порт. Cássio Roberto Ramos; род. 6 июня 1987[…], Веранополис, Риу-Гранди-ду-Сул) — бразильский футболист, вратарь. Выступает за клуб «Коринтианс».

## Биография
Начинал профессиональную карьеру в «Гремио». В составе бразильской сборной в 2007 году участвовал в молодёжном чемпионате Южной Америки, где бразильцы одержали победу, и в молодёжном чемпионате мира.
В том же году был приобретён одним из сильнейших клубов Нидерландов — ПСВ, где затем числился четыре года, сыграв за это время считанное число официальных матчей; в 2009 году также выступал на правах аренды в более слабом клубе Эредивизи — роттердамской «Спарте».
С 2012 года играет за «Коринтианс», в составе которого стал обладателем Кубка Либертадорес 2012 года (первый трофей под эгидой КОНМЕБОЛ в истории клуба). В первой части этого турнира Касио был дублёром Жулио Сезара, но со стадии 1/4 финала Тите утратил доверие к первому номеру команды и до конца турнира, включая два финальных матча, ворота «Коринтианса» защищал Касио. Он вошёл в символическую сборную турнира.

## Титулы и достижения
- Чемпион штата Сан-Паулу (3): 2013, 2017, 2018
- Чемпион Бразилии (2): 2015, 2017
- Обладатель Кубка Либертадорес (1): 2012
- Победитель Клубного чемпионата мира (1): 2012
- Чемпион Южной Америки среди молодёжи (до 20 лет) (1): 2007
- Участник символической сборной Кубка Либертадорес 2012
- Обладатель золотого мяча Клубного чемпионата мира: 2012